# Columbo: Der Tote in der Heizdecke
Der Tote in der Heizdecke (Originaltitel: It’s All in the Game, Alternativtitel: Ein Toter in der Heizdecke) ist eine erstmals auf ABC gesendete Episode der Kriminalfilm-Reihe Columbo aus dem Jahr 1993. Die deutschsprachige Erstausstrahlung der siebenten Folge der zehnten Staffel folgte 1994 auf RTL. Die US-amerikanische Schauspielerin Faye Dunaway verkörpert als Lauren Staton, Vertreterin der High Society in Beverly Hills, die Gegenspielerin von Inspektor Columbo, dargestellt von Peter Falk.

## Handlung

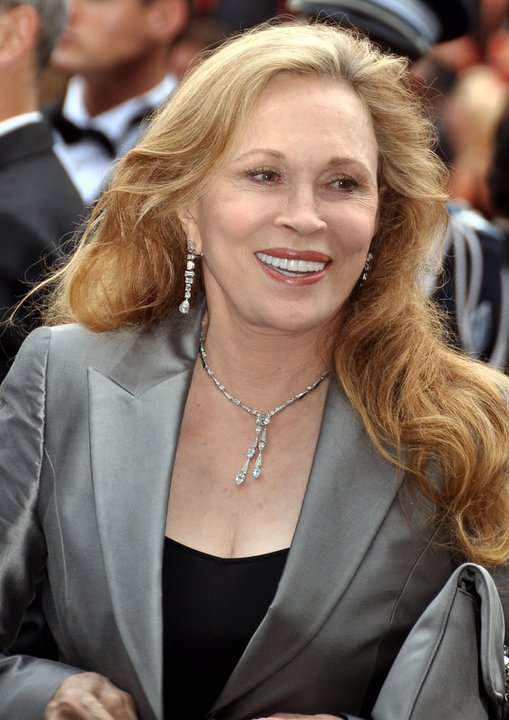
Faye Dunaway spielte als High-Society-Dame die Mörderin

Die wohlhabende Lauren Staton ist eine angesehene Dame der Gesellschaft. Zu einer prunkvollen Feier in ihrem Haus erwartet sie auch ihren Geliebten Nick Franco. Unter dem Vorwand, an einem Pokerspiel teilzunehmen, verlässt der Italiener die Gastgeberin jedoch bald nach seiner Ankunft. In Wirklichkeit sucht er noch am selben Abend die jüngere Lisa Martin auf, die er in seinem Heimatland kennengelernt und mit der er seitdem ebenfalls ein Verhältnis hat. Im Zorn hat er ihr unlängst eine Verletzung am Hals zugefügt, von der eine sichtbare Narbe zurückgeblieben ist. Was Nick nicht ahnt: Beide Frauen planen einen Mord und telefonieren zur Abstimmung ihrer Vorgehensweise mehrmals heimlich miteinander. Als Nick ankündigt, zusammen mit Lisa nach Hause zu fahren, macht sich Lauren ebenfalls auf den Weg dorthin. Für ihr Alibi erzählt sie den Gästen, sich von Kopfschmerzen geplagt eine Zeit lang in ihr Zimmer zurückziehen zu wollen. Nachdem Nick seine Wohnung betreten und vergeblich versucht hat, das Licht einzuschalten, tritt Lauren aus dem Nebenraum und erschießt den untreuen Liebhaber mit einer schallgedämpften Waffe. Zur Verschleierung des Todeszeitpunktes wird die Leiche mit einer Heizdecke bedeckt. Lauren kehrt in ihre Villa zurück, während Lisa zunächst am Tatort verweilt. Später begibt sich Lauren erneut in Nicks Wohngebäude und bittet den Hausmeister Ruddick, die Wohnungstür zu öffnen, weil sie ihren Schlüssel angeblich nicht bei sich trägt. Unterdessen entfernt Lisa die Decke, feuert einen weiteren deutlich vernehmbaren Schuss ab und entkommt durch die Terrassentür in den Garten. Kurz darauf finden Lauren und Ruddick den Toten.
Die alarmierten Polizisten gehen auf Grundlage der hinterlassenen Spuren davon aus, dass Einbrecher von Nick überrascht worden und nach der Tat mit entwendeten Schmuckstücken geflüchtet sind. Doch Inspektor Columbo entdeckt einige auffällige Details. Warum ist die unterhalb des Eisfaches der Minibar befindliche Auffangschale mit Wasser gefüllt? Und von wem wurde der Thermostat im Wohnzimmer trotz hoher Außentemperatur hochgestellt, obwohl das Opfer nachweislich nicht anwesend war? Bei den darauffolgenden Befragungen in der Nacht und am nächsten Tag zeigt Columbo ein über die berufliche Neugier hinausgehendes Interesse an Lauren. Beiläufig klärt er sie über Nicks wirkliche Absichten nach der Party auf und erfährt außerdem von ihrem übermäßigen Kälteempfinden aufgrund von Durchblutungsstörungen. Fehlende Rechnungen am Tatort veranlassen den Inspektor zu Nachforschungen bei der Telefongesellschaft. Um seinen Kontakt zu Lisa zu verbergen, hat Nick kürzlich seine Nummer geändert und die Rechnungen an ein Postfach schicken lassen. Mit dem Namen und der Adresse der einzigen Anruferin ordnet Columbo eine Überwachung von Lisas Wohnung an. Später konfrontiert er Lauren beim Shopping sowie bei einem abendlichen Besuch in einer Bar mit weiteren Unstimmigkeiten zum Tathergang, wird von ihr aber mit Schmeicheleien vom Thema abgelenkt. Um die Sympathie des zunehmend misstrauischen Inspektors zu gewinnen, gibt sie vor, sich in ihn verliebt zu haben. In Gegenwart des befreundeten Restaurantbesitzers Barney äußert sich Columbo deprimiert über den emotional belastenden Fall und deutet an, für die Aufklärung des Verbrechens ein Geständnis zu benötigen.
In der Wohnung des Ermordeten findet Columbo mithilfe der Putzfrau heraus, dass die Minibar und die Beleuchtung im Wohnzimmer mit demselben Schutzschalter verbunden sind. Demnach wurde das Licht in der Mordnacht absichtlich ausgeschaltet, vermutlich von derselben Person, welche auch die Raumtemperatur angepasst hat. Der Inspektor trifft sich wieder mit Lauren und berichtet von den neuesten Erkenntnissen. Als er andeutet, Nick könne überwiegend an ihrem Vermögen interessiert gewesen sein, reagiert sie verletzt und abweisend. In der Überzeugung, einen wunden Punkt getroffen zu haben, lässt er Lisa zum Verhör in das Polizeipräsidium bringen. Durch einen Einwegspiegel beobachtet er zusammen mit Lauren, wie die Ermittler die Verdächtige im Vernehmungsraum unter Druck setzen. Dann zeigt Columbo Lauren zwei Fotos, die er unabhängig voneinander in Lisas Wohnung und Laurens Haus gefunden hat. Auf beiden Aufnahmen ist ein einzigartiger Stuhl mit einer markant geformten Rückenlehne zu sehen. Da Lauren nicht länger leugnen kann, die junge Frau zu kennen, ringt sie ihm ein Versprechen ab: Im Gegenzug für ein Schuldbekenntnis soll er Lisa in die Freiheit entlassen. Der Inspektor kommt seinem Teil der Abmachung nach und legt ihr nahe, den nächsten Flug nach Europa zu nehmen. Derweil hat Lauren ein schriftliches Geständnis für den Mord an Nick verfasst, in dem sie einen unbekannten Mann als Komplizen angibt. Erst jetzt kommt Lisas wahre Identität zum Vorschein: Sie ist die Tochter von Lauren. Nick nutzte die Beziehung zu ihr aus, um sich Lauren zu nähern. Als Lisa davon erfuhr, stellte sie ihn zur Rede, woraufhin er zu einem Rasiermesser griff und sie mit Morddrohungen einschüchterte. Doch Lauren und Lisa seien ihm zuvorgekommen. Bevor Lauren in Gewahrsam genommen wird, vernichtet Columbo alle Beweise, die auf Lisas Beteiligung hindeuten.

## Hintergrund
Peter Falk schrieb zum ersten und einzigen Mal das Drehbuch für eine Episode der Fernsehreihe. Mit der Ausarbeitung hatte er bereits mehr als 20 Jahre vor der Verfilmung begonnen. Die Erschaffer der Reihe Richard Levinson und William Link forderten ihn Anfang der 1970er-Jahre scherzhaft auf, neben seiner wiederholten Kritik an den Werken anderer Autoren ein eigenständiges Skript zu verfassen. Die Anregung erhielt er seinerzeit von einem leibhaftigen Ermittler, der in einen inneren Konflikt geriet, weil er Zuneigung für die Hauptverdächtige empfand. Als die Serie im Jahr 1988 fortgesetzt werden sollte, überarbeitete Falk seinen Entwurf, ohne die anderen ausführenden Produzenten an seiner Seite überzeugen zu können. In alleiniger Verantwortung setzte er das Vorhaben im Frühjahr 1993 um. Die Handlung nimmt mehrere Anleihen an frühere Folgen. In Alter schützt vor Morden nicht begeht die Tante den Mord aus Rache für ihre Nichte. Am Ende von Teuflische Intelligenz gesteht der Vater die Tat, um seinen zu Unrecht beschuldigten Sohn zu beschützen. Tödliches Comeback ist die zweite Episode, in der Columbo die Mörderin trotz Beweisen aus Mitgefühl ungestraft davonkommen lässt. Eine Heizdecke zur Verschleierung des tatsächlichen Todeszeitpunktes wurde in Mord in Pastell eingesetzt. Und die von Anne Baxter verkörperte Filmdiva ließ dem Inspektor in Klatsch kann tödlich sein eine neue Krawatte zukommen.
Auf der Suche nach der bestmöglichen Besetzung für die Antagonistin wurde Falk von Faye Dunaway kontaktiert. An seiner Seite hatte die junge Schauspielerin im Jahr 1966 einen ihrer ersten Auftritte in der Fernsehserie The Trials of O’Brien. Nachdem die Sitcom It Had to Be You mit Dunaway in der Hauptrolle schon nach wenigen Folgen abgesetzt worden war, verhandelte sie 1993 mit dem Sender NBC über die Verkörperung einer forensischen Psychiaterin in einer neuen Krimiserie. Für die Entwicklung eines derartigen Seriencharakters suchte sie Rat bei Falk, der ihr bei dieser Gelegenheit auch das lange zurückgehaltene Drehbuch präsentierte. Dunaway berichtete in ihrer Autobiografie: “When I read the script I was struck by the real affection between these two, and she was vulnerable and romantic. They had serious moments, but a lot of the interaction between Columbo and Lauren was playful, whether they were buying him a tie or eating peanuts together at his favorite bar. It was there in the acting, but it was also there in the writing. […] Peter was wonderful to work with, another mensch who is so incredibly smart about what he does. With his script, he had given me a character who could be sweet and funny and romantic. Plus there was a solid story underneath it all, complete with dozens of twists and turns so the mystery lingers through it.” (deutsch: „Als ich das Drehbuch las, war ich beeindruckt von der echten Zuneigung zwischen diesen beiden, und Lauren war verletzlich und romantisch. Sie hatten ernste Momente, aber die Interaktion zwischen Columbo und Lauren war größtenteils spielerisch, egal, ob sie ihm eine Krawatte kaufte oder beide gemeinsam Erdnüsse in seiner Lieblingsbar aßen. Es ergab sich aus der Schauspielerei, aber auch aus der geschriebenen Vorlage. […] Die Zusammenarbeit mit Peter war wunderbar, ein weiterer Mensch, der so unglaublich schlau ist in dem, was er tut. Mit seinem Drehbuch hatte er mir eine Rolle gegeben, die liebreizend, witzig und romantisch sein konnte. Darüber hinaus steckte eine solide Story dahinter, mit Dutzenden von unerwarteten Wendungen, sodass die Kriminalgeschichte erhalten bleibt.“)
Während der Dreharbeiten bestätigte Dunaway ihren Ruf als schwierige Arbeitskollegin, den sie seit der Zusammenarbeit mit Roman Polański im Spielfilm Chinatown erworben hatte. Mit längeren Aufenthalten im Umkleideraum und in der Maske brachte sie zeitweise den Drehplan durcheinander.
Der englische Originaltitel kann frei übersetzt werden mit „das gehört alles zum Spiel dazu“.

## Besetzung und Synchronisation
Die deutschsprachige Synchronfassung entstand bei der Neue Tonfilm München.
| Figur              | Darsteller        | Deutscher Sprecher   |
| ------------------ | ----------------- | -------------------- |
| Lieutenant Columbo | Peter Falk        | Horst Sachtleben     |
| Gaststars          |                   |                      |
| Lauren Staton      | Faye Dunaway      | Helga Trümper        |
| Lisa Martin        | Claudia Christian | Eva Kryll            |
| Nick Franco        | Armando Pucci     | Fritz von Hardenberg |
| Ruddick            | Bill Macy         | Werner Abrolat       |
| Barney             | John Finnegan     | Holger Hagen         |
| Detective Riley    | Douglas Sheehan   | Randolf Kronberg     |
| Weitere Darsteller |                   |                      |
| Dienstmädchen      | Shelley Morrison  |                      |
| Spurensicherer     | Tom Henschel      |                      |
| 1. Ermittler       | Jack Shearer      |                      |
| 2. Ermittler       | Shashawnee Hall   |                      |
| 3. Ermittler       | Stewart J. Zully  |                      |
| Gerichtsmediziner  | Bruce Ed Morrow   | Karl-Heinz Krolzyk   |
| Haushälterin       | June Saruwatari   | Michele Sterr        |

## Rezeption
Die Fernsehzeitschrift TV Spielfilm vergab eine positive Wertung (Daumen hoch): „Prominent besetztes Katz-und-Maus-Spiel. […] Dunaway und Falk liefern sich ein rasantes Duell, das mit Golden-Globe-Nominierungen belohnt wurde.“
Der Autor Michael Striss wertete mit vier von vier Sternen (Höhepunkt). Er lobte das außergewöhnliche Skript und die Besetzung der Rolle der Widersacherin mit einer international bekannten Darstellerin: „Falks Drehbuch verrät, dass er nach 25 Jahren die Figur des Inspektors besser kennt als jeder andere. Viele der liebenswerten Details sind bei ihm versammelt. Doch zusätzlich bringt er eine weitere, völlig neue Themenstellung ein: den Konflikt zwischen beruflichen Interessen und persönlichen Gefühlen. Es besteht kein Zweifel daran, dass er sich von Lauren angezogen fühlt. Die Frage ist: Wie weit lassen ihn diese Gefühle gehen? Bleibt er noch Herr der Situation? Oder ist sein Verhalten der attraktiven Frau gegenüber doch einzig nur Berechnung? Schließlich auch: Wie passt die ganze Affäre in das Bild von Columbos harmonischer Ehe? […] Die Glaubwürdigkeit dieser Romanze steht und fällt mit der Verkörperung der weiblichen Hauptrolle. Mit Faye Dunaway ist nach langer Zeit endlich wieder ein wirklicher Weltstar engagiert worden, die zudem wie wenige andere eine Dame verkörpern kann. Falk selbst bat sie, die Rolle zu übernehmen. […] Faye Dunaway ist Lauren Staton, diese attraktive und ebenso kraftvolle wie tiefverletzte Frau.“
Faye Dunaway erhielt 1994 einen Emmy in der Kategorie Outstanding Guest Actress in a Drama Series. Im gleichen Jahr war Peter Falk für einen Emmy in der Kategorie Outstanding Lead Actor in a Drama Series nominiert, den er zuvor bereits viermal gewinnen konnte. Drei Golden-Globe-Nominierungen gab es 1994 in den Kategorien Best Limited Series, Anthology Series or Television Motion Picture, Best Actor – Limited Series, Anthology Series or Television Motion Picture für Peter Falk und Best Actress – Limited Series, Anthology Series or Television Motion Picture für Faye Dunaway.